# Zefram Cochrane
 (décembre 2024).
 (décembre 2024).
- Si vous ne connaissez pas le sujet, laissez ce bandeau (vous pouvez alors contacter les auteurs).
- Si vous supprimez le contenu mis en cause (vous pouvez préalablement contacter les auteurs),

argumentez précisément cette suppression dans la page de discussion
(un manque de référence n'est pas un argument ; une recherche réelle de référence doit avoir été effectuée, être formellement documentée).
Pour les articles homonymes, voir Cochrane.
Zefram Cochrane est un personnage de fiction créé par Gene L. Coon pour l'épisode Guerre, amour et compagnon de la série télévisée Star Trek réalisé par Ralph Senensky en 1967.

## Biographie fictive
Zefram Cochrane est un scientifique terrien, né en 2032 aux États-Unis. Il est à l'origine du  premier moteur à distorsion, qui permet à un vaisseau de dépasser la vitesse de la lumière.
Il est le premier Humain à passer en mode de distorsion dans le vaisseau Phoenix, le 5 avril 2063. Grâce à son invention, les Humains peuvent désormais voyager dans l’espace à des vitesses très élevées et ainsi découvrir des milliers de planètes. Cette invention a également pour conséquence le premier contact entre les Vulcains et les Humains. 
Plus tard, Cochrane, lors d'un discours à l'université de Princeton, évoquera la présence « d'un vaisseau du XXIVe siècle et d'une race de cyborgs » : il raconte sa rencontre avec les Borgs, venus du futur pour assimiler la Terre (dans Star Trek : Premier Contact). Son penchant notoire pour l'alcool fera que son récit ne sera pris au sérieux que beaucoup plus tard (dans Star Trek: Enterprise). Lors de ce discours, il prononce une phrase qui est peu ou prou celle qui sert d'introduction à la série Star Trek Classic.
Sur la fin de sa vie, Zefram Cochrane décide de quitter la vie civilisée. Il rencontre une forme de vie extra-terrestre gazeuse, le Compagnon, qui le maintient jeune pendant plus d'un siècle et demi. Le Compagnon, après lui avoir sauvé la vie, le fait rajeunir jusqu'à lui faire retrouver ses 30 ans. Lorsque la planète où ils vivent est visitée par le capitaine James T. Kirk et son équipe, le Compagnon perd tous ses pouvoirs en s'incarnant dans le commissaire Nancy Hedford. Cochrane vivra alors avec elle et vieillira naturellement.

## Œuvres où le personnage apparaît

### Télévision
- Star Trek (Gene Roddenberry, 1967) avec Glenn Corbett - saison 2, épisode 9 : Guerre, amour et compagnon
- Star Trek: Enterprise (Brannon Braga, Rick Berman, 2001) avec James Cromwell - saison 1, épisode 1

### Cinéma
- Star Trek : Premier Contact (Jonathan Frakes, 1996) avec James Cromwell